# 登維爾鎮區 (新澤西州)
登維爾鎮區（英語：Denville Township）是位於美國新澤西州摩里斯縣的一個鎮區。

## 地方資料
登維爾鎮區的面積為32.99平方千米，當中陸地面積為31.06平方千米，而水域面積為1.93平方千米。根據2020年美國人口普查的數據，當地共有人口17107人，而人口密度為每平方千米518.55人。